# Listwa elektroinstalacyjna
Listwa elektroinstalacyjna – element osprzętu elektroinstalacyjnego służący do prowadzenia przewodów instalacji elektrycznej w budynkach. Wykonywane są z niepalnego polichlorku winylu (PVC) jako:
- naścienne
- przypodłogowe
- ścienne.

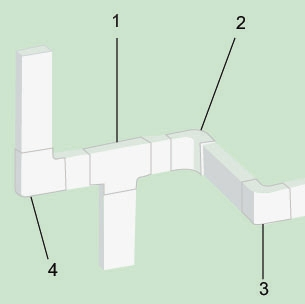
Instalacja elektryczna zabudowana listwami elektroinstalacyjnymi. Na zdjęciu pokazano również łączniki.

Zapewniają mechaniczną i elektryczną ochronę kabli i przewodów. Umożliwiają łatwe układanie, wymianę i modernizację instalacji. Dzięki istnieniu przegród, umożliwiają jednoczesne prowadzenie kilku niezależnych obwodów lub instalacji strukturalnych. 
Do połączeń poszczególnych odcinków listew i ich rozprowadzania wewnątrz pomieszczeń, jest stosowany osprzęt łącznikowy, w skład którego wchodzą: łączniki proste, łączniki kątowe, łączniki odgałęźne, oraz łączniki redukcyjne i narożniki zewnętrzne i wewnętrzne. Listwy mogą być przybijane przykręcane lub przyklejane do powierzchni elementów budowlanych.

## Listwa a kanał elektroinstalacyjny
W większości krajów nie rozróżnia się pojęć: listwy i kanały elektroinstalacyjne (używa się tylko nazwy kanał instalacyjny). W Polsce natomiast stosuje się określenie listwy i kanały, chociaż nie ma jednoznacznych definicji tych obydwu pojęć. Zarówno listwy, jak i kanały są przeznaczone do prowadzenia instalacji elektrycznych w budynkach i takie same są sposoby ich mocowania (przyklejanie, przybijanie, przykręcanie) do elementów budowlanych. Najbardziej istotną różnica polega na tym, że listwy instalacyjne mają mniejsze wymiary i przekroje poprzeczne w porównaniu z kanałami elektroinstalacyjnymi, wskutek czego różne są liczby i przekroje przewodów układanych we wspólnej osłonie. Wynika stąd również nieco inny zakres stosowania.